# Santiago Martínez i Saurí
Santiago Martínez i Saurí (Mataró, 20 de setembre de 1927 - 13 de juliol de 2012) fou un advocat i polític català, diputat al Congrés dels Diputats.

## Biografia
Llicenciat en dret a la Universitat de Barcelona en 1952, en 1953 va fundar el bufet d'advocats Martínez Saurí. Ha estat vicedegà del Col·legi d'Advocats de Mataró i membre de l'Observatori del Dret Civil. Alhora va militar des de 1950 a Unió Democràtica de Catalunya, partit del que ha estat membre del Comitè de Govern i conseller nacional. També fou membre de la Comissió Mixta de Valoració Estat-Generalitat.
En 1992 va substituir en el seu escó Llibert Cuatrecasas i Membrado elegit diputat a les eleccions generals espanyoles de 1989. Ha estat Secretari de la Comissió de l'Estatut dels Diputats i ponent en el projecte de reforma de la Llei Processal i de mesures per l'accident del vaixell Aegean Sea. Deixà l'escó per aplicació de la llei d'incompatibilitats, encara que continuà treballant com a assessor d'UDC en el Congrés dels Diputats.
Ha estat president del Centre Catòlic de Mataró, fundador del Club d'Opinió Jaume Llavina i soci de l'Agrupació Científico-Excursionista. Pare de l'exregidor de Mataró Marcel Martínez i de l'expresidenta local d'UDC, Adriana Martínez, i sogre de l'alcalde d'Arenys de Mar, Estanis Fors.